# Saint-Sigismond (Haute-Savoie)
Pour les articles homonymes, voir Saint-Sigismond.
Saint-Sigismond est une commune française située dans le département de la Haute-Savoie, en région Auvergne-Rhône-Alpes.

## Géographie

### Situation

#### Localisation
La commune de Saint-Sigismond est située entre vallée de l'Arve et Vallée du Giffre. Elle est constituée d'une douzaine de hameaux dispersés. Son altitude varie entre 650 et 1 400 mètres avec deux sommets, la pointe de Chevran et le plateau d'Agy, séparés par la vallée où s'écoule le ruisseau de l'Englenaz.

#### Climat
Le climat y est de type montagnard.

#### Voies de communication et transports
La route départementale 6 qui traverse la commune relie le col de Châtillon au nord-ouest à Arâches-la-Frasse via le col de la Croix Verte au sud-est.

## Urbanisme

### Typologie
Au 1er janvier 2024, Saint-Sigismond est catégorisée commune rurale à habitat dispersé, selon la nouvelle grille communale de densité à sept niveaux définie par l'Insee en 2022.
Elle est située hors unité urbaine. Par ailleurs la commune fait partie de l'aire d'attraction de Cluses, dont elle est une commune de la couronne,. Cette aire, qui regroupe 12 communes, est catégorisée dans les aires de 50 000 à moins de 200 000 habitants,.

### Occupation des sols
L'occupation des sols de la commune, telle qu'elle ressort de la base de données européenne d’occupation biophysique des sols Corine Land Cover (CLC), est marquée par l'importance des forêts et milieux semi-naturels (63,7 % en 2018), une proportion identique à celle de 1990 (63,7 %). La répartition détaillée en 2018 est la suivante : 
forêts (55,2 %), zones agricoles hétérogènes (20,2 %), terres arables (12,8 %), milieux à végétation arbustive et/ou herbacée (8,5 %), zones urbanisées (3,3 %).
L'IGN met par ailleurs à disposition un outil en ligne permettant de comparer l’évolution dans le temps de l’occupation des sols de la commune (ou de territoires à des échelles différentes). Plusieurs époques sont accessibles sous forme de cartes ou photos aériennes : la carte de Cassini (XVIIIe siècle), la carte d'état-major (1820-1866) et la période actuelle (1950 à aujourd'hui).

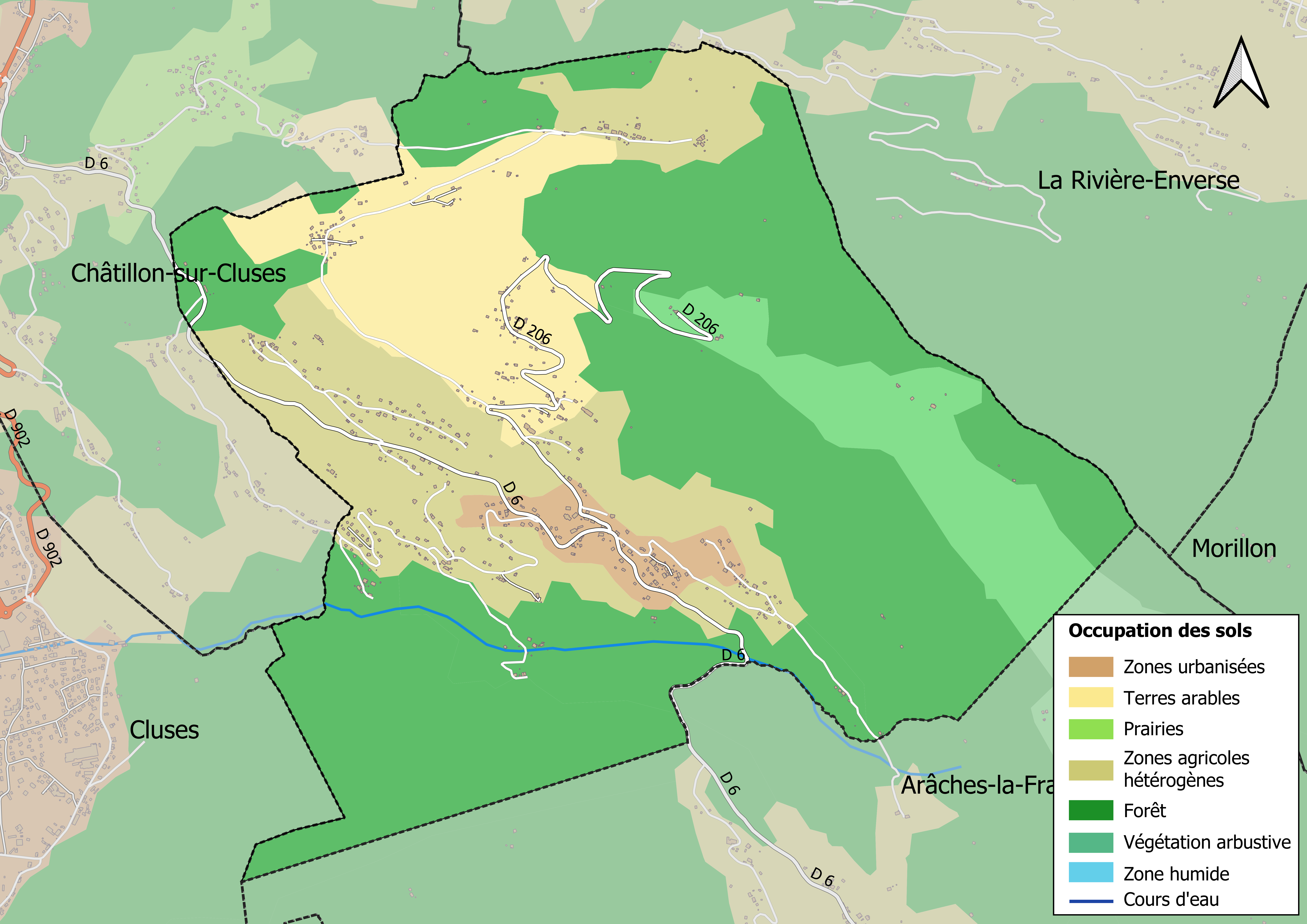
Carte des infrastructures et de l'occupation des sols en 2018 (CLC) de la commune.
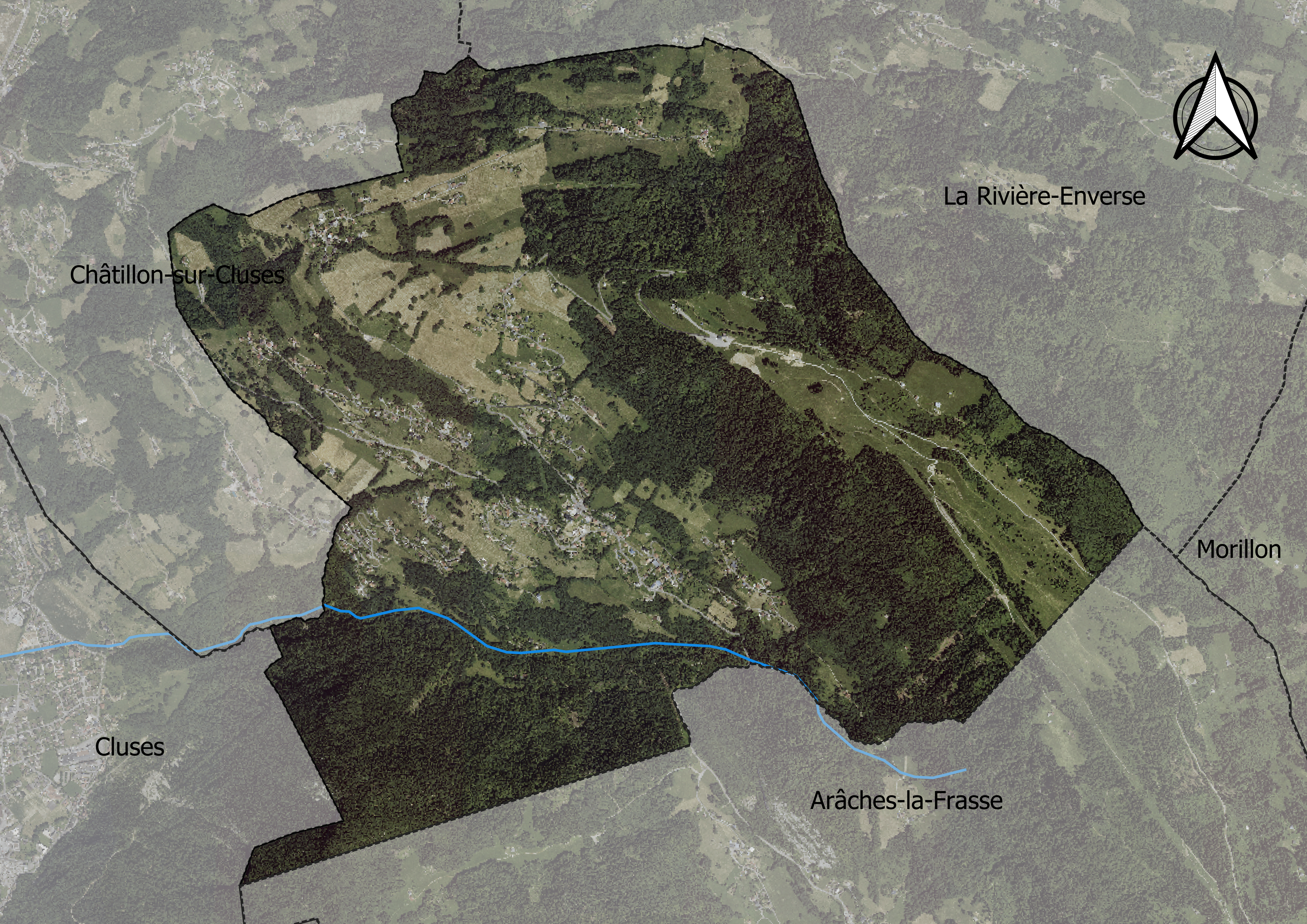
Carte orthophotogrammétrique de la commune.

## Toponymie
Le toponyme provient du nom du roi des Burgondes, Sigismond.
L'église est mentionnée vers 1344 sous la forme Cura Si Sigismondi.
En francoprovençal, le nom de la commune s'écrit San-Fimon, selon la graphie de Conflans.

## Histoire
En 1869, une partie de la commune de Saint-Sigismond en est séparée pour former la nouvelle commune de la Frasse.

## Héraldique
| Armes de Saint-Sigismond | Les armes de Saint-Sigismond se blasonnent ainsi : D'azur à deux potences d'argent mouvant des flancs et de la pointe, accompagné de trois étoiles du mème disposées en pal et en chef, toujours du mème, d'une roue à quatre rais à dextre et d'une lyre à sénestre. |

## Politique et administration

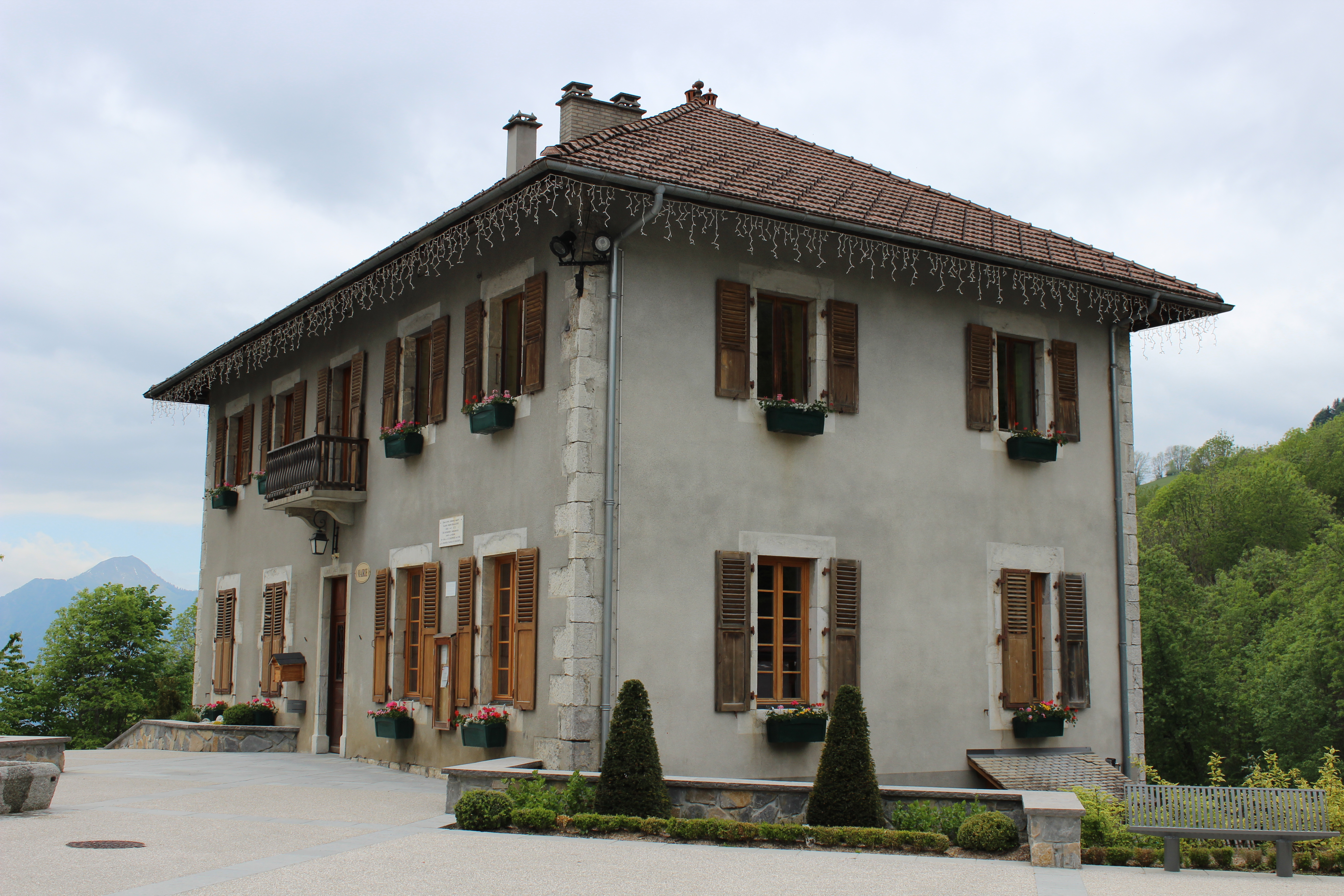
Mairie.

### Liste des maires
| Période                                  | Période                      | Identité                 | Étiquette                | Qualité                                                    |
| ---------------------------------------- | ---------------------------- | ------------------------ | ------------------------ | ---------------------------------------------------------- |
| 1860                                     | 1865                         | Louis Irénée Berthod     |                          | Cultivateur, géomètre                                      |
| 1865                                     | 1870                         | Désiré Buffet            |                          | Cultivateur, horloger                                      |
| 04 novembre 1870                         | 09 février 1872              | Joseph Sylvestre Bétemps |                          | Horloger                                                   |
| 25 février 1872                          | 26 octobre 1879              | François Ballaloud       | Républicain conservateur | Cultivateur, horloger                                      |
| 08 avril 1880                            | 1884                         | François Maniglier       | Républicain              | Cultivateur                                                |
| 1884                                     | Janvier 1885                 | Thomas Girod             |                          | Cultivateur                                                |
| 23 août 1885                             | 1892                         | Jules Trombert           | Républicain              | Cultivateur                                                |
| 1892                                     | 1896                         | François Jolivet         | Républicain              | Cultivateur                                                |
| 1896                                     | 22 février 1906              | François Berthod         | Républicain              | Cultivateur                                                |
| 15 avril 1906                            | 1908                         | Joseph Corbassière       |                          | Cultivateur, horloger                                      |
| 1908                                     | 1919                         | Joseph Grevaz            |                          | Cultivateur                                                |
| 1919                                     | 1925                         | Pierre Hippolyte Buffet  |                          | Cultivateur                                                |
| 1925                                     | 1935                         | François Jolivet         | Républicain              | Cultivateur                                                |
| 1935                                     | 1965                         | Clovis Bétemps           |                          | Cultivateur                                                |
| 1965                                     | 1971                         | Maxime Buffet            |                          | Menuisier-charpentier                                      |
| 1971                                     | 1983                         | Maurice Bozonnat         |                          | Directeur d'agence bancaire                                |
| 1983                                     | 1995                         | Constant Boisier         | DVD                      | Entrepreneur en maçonnerie                                 |
| 1995                                     | 2001                         | Albert Nicodex           |                          | Artisan charpentier                                        |
| 2001                                     | 2020                         | Marie-Antoinette Métral  | UMP-LR                   | Conseillère départementale du canton de Cluses depuis 2015 |
| 2020                                     | En cours (au septembre 2020) | Éric Missillier          |                          | Technico-commercial                                        |
| Les données manquantes sont à compléter. |                              |                          |                          |                                                            |

### Jumelages
La commune est jumélée avec :

## Démographie
Ses habitants sont appelés les Matondus.
L'évolution du nombre d'habitants est connue à travers les recensements de la population effectués dans la commune depuis 1793. Pour les communes de moins de 10 000 habitants, une enquête de recensement portant sur toute la population est réalisée tous les cinq ans, les populations de référence des années intermédiaires étant quant à elles estimées par interpolation ou extrapolation. Pour la commune, le premier recensement exhaustif entrant dans le cadre du nouveau dispositif a été réalisé en 2006.

En 2022, la commune comptait 649 habitants, en évolution de +10 % par rapport à 2016 (Haute-Savoie : +6,01 %, France hors Mayotte : +2,11 %).
| 1793 | 1800 | 1806 | 1822  | 1838  | 1848  | 1858 | 1861 | 1866 |
| ---- | ---- | ---- | ----- | ----- | ----- | ---- | ---- | ---- |
| 764  | 946  | 952  | 1 037 | 1 055 | 1 031 | 949  | 916  | 958  |

| 1872 | 1876 | 1881 | 1886 | 1891 | 1896 | 1901 | 1906 | 1911 |
| ---- | ---- | ---- | ---- | ---- | ---- | ---- | ---- | ---- |
| 527  | 522  | 482  | 482  | 439  | 445  | 419  | 433  | 391  |

| 1921 | 1926 | 1931 | 1936 | 1946 | 1954 | 1962 | 1968 | 1975 |
| ---- | ---- | ---- | ---- | ---- | ---- | ---- | ---- | ---- |
| 347  | 309  | 312  | 300  | 314  | 259  | 214  | 220  | 185  |

| 1982 | 1990 | 1999 | 2006 | 2011 | 2016 | 2021 | 2022 | - |
| ---- | ---- | ---- | ---- | ---- | ---- | ---- | ---- | - |
| 207  | 319  | 587  | 673  | 605  | 590  | 628  | 649  | - |

## Personnalités liées à la commune
Maurice Manificat

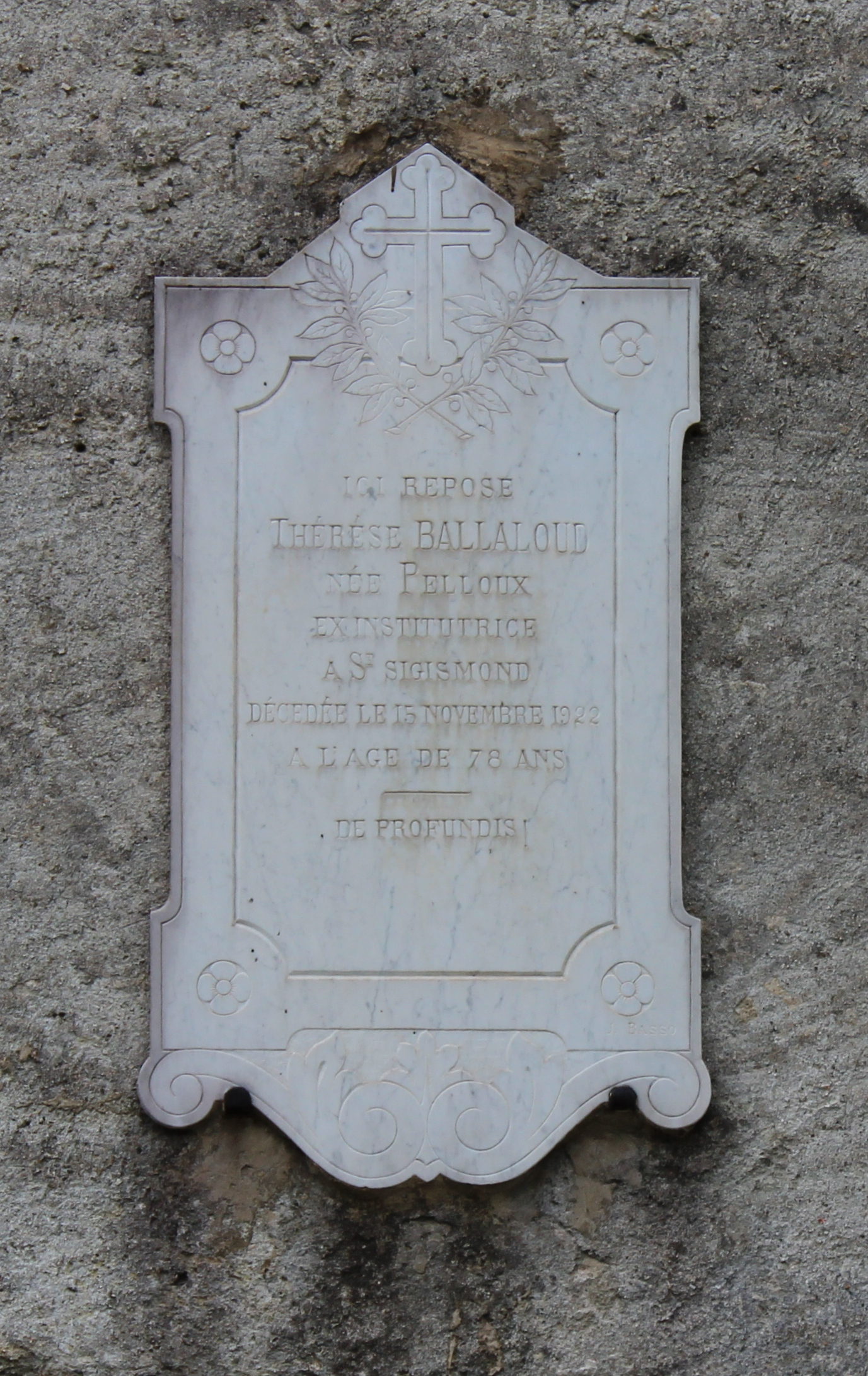
Plaque dédiée à Thérèse Ballaloud.

Le ski-club d'Agy, ski-club du village de Saint-Sigismond, compte dans ses rangs Maurice Manificat.

## Culture et patrimoine

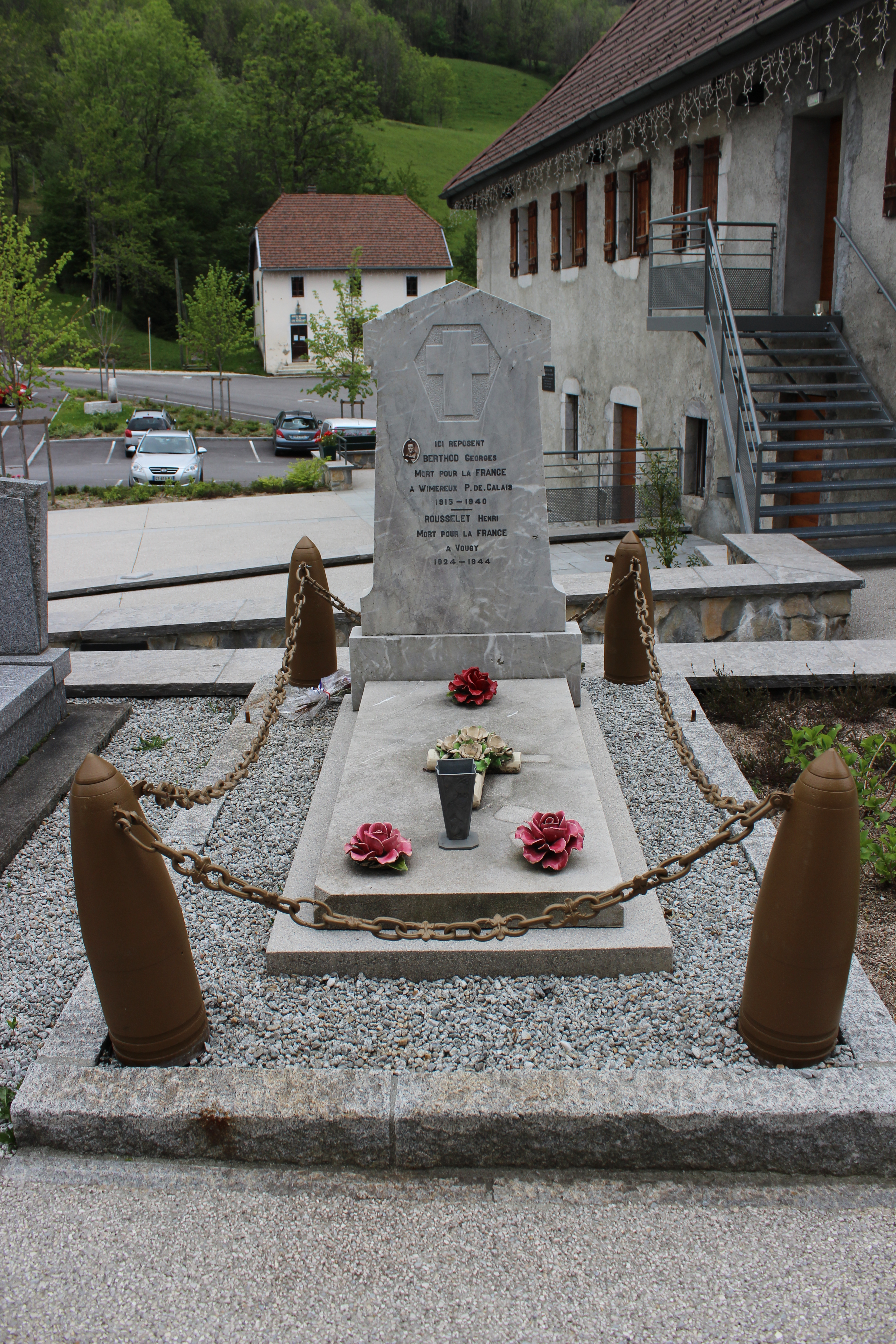
Monument aux morts.
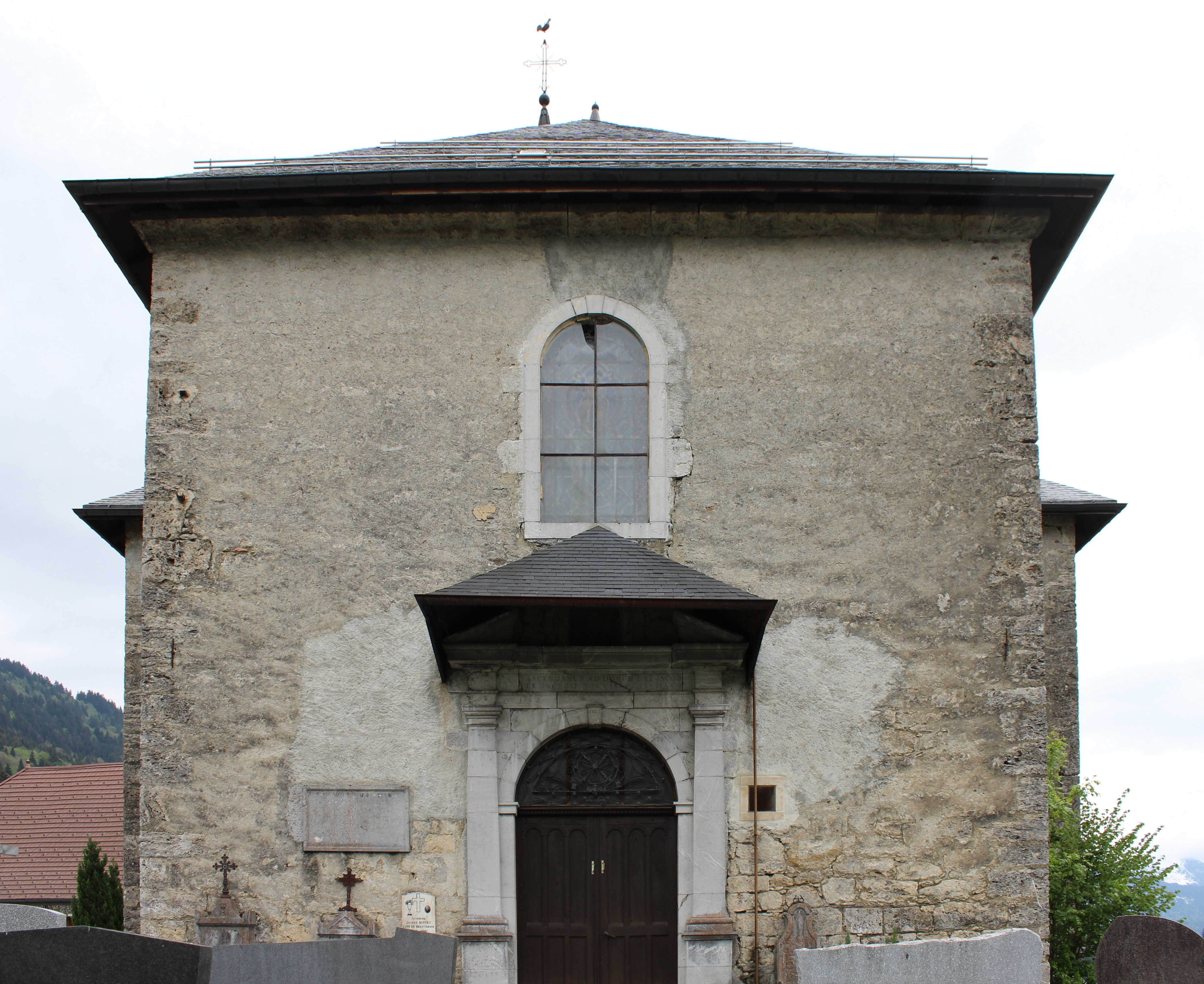
Entrée de l'église.
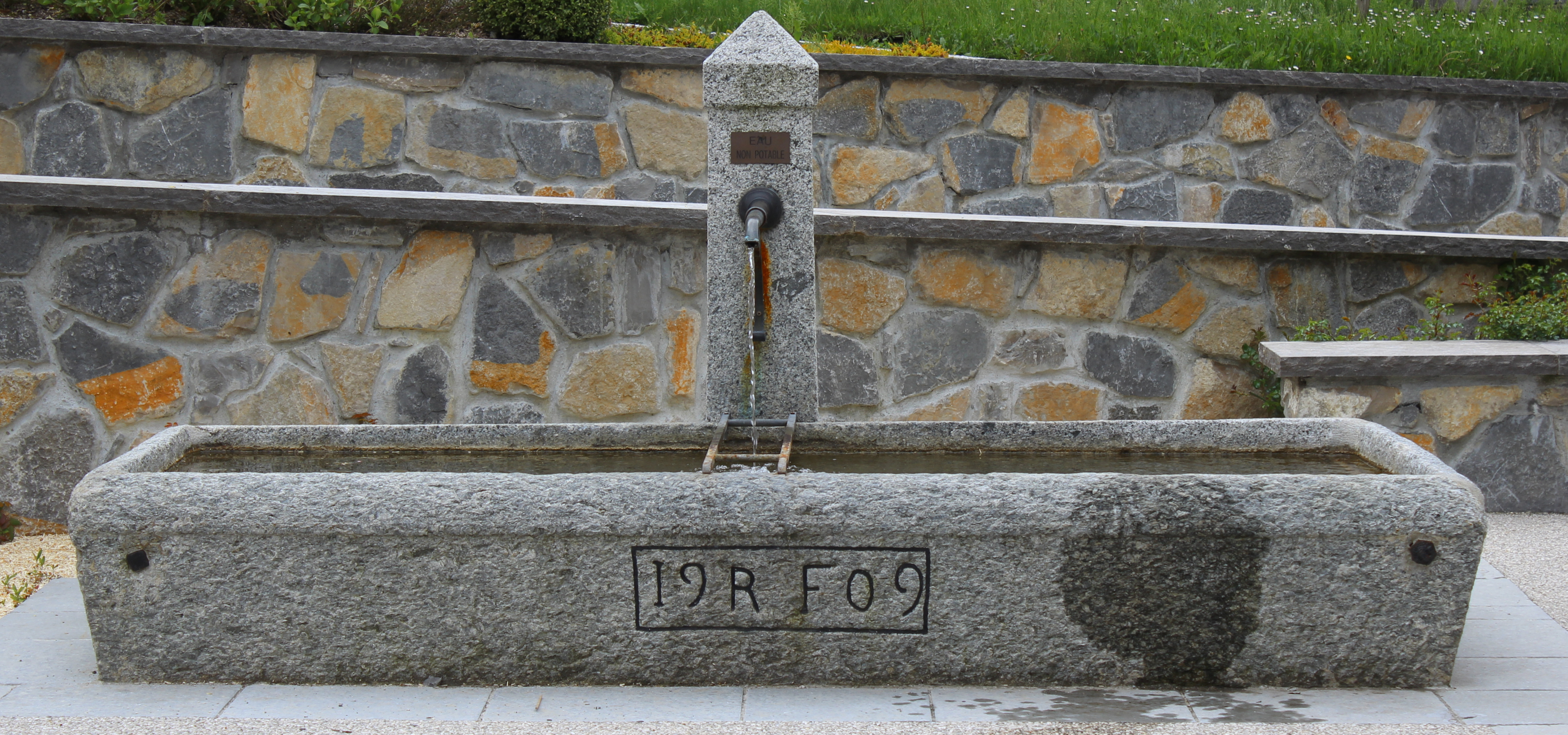
Fontaine.

### Lieux et monuments
- Église Saint-Sigismond

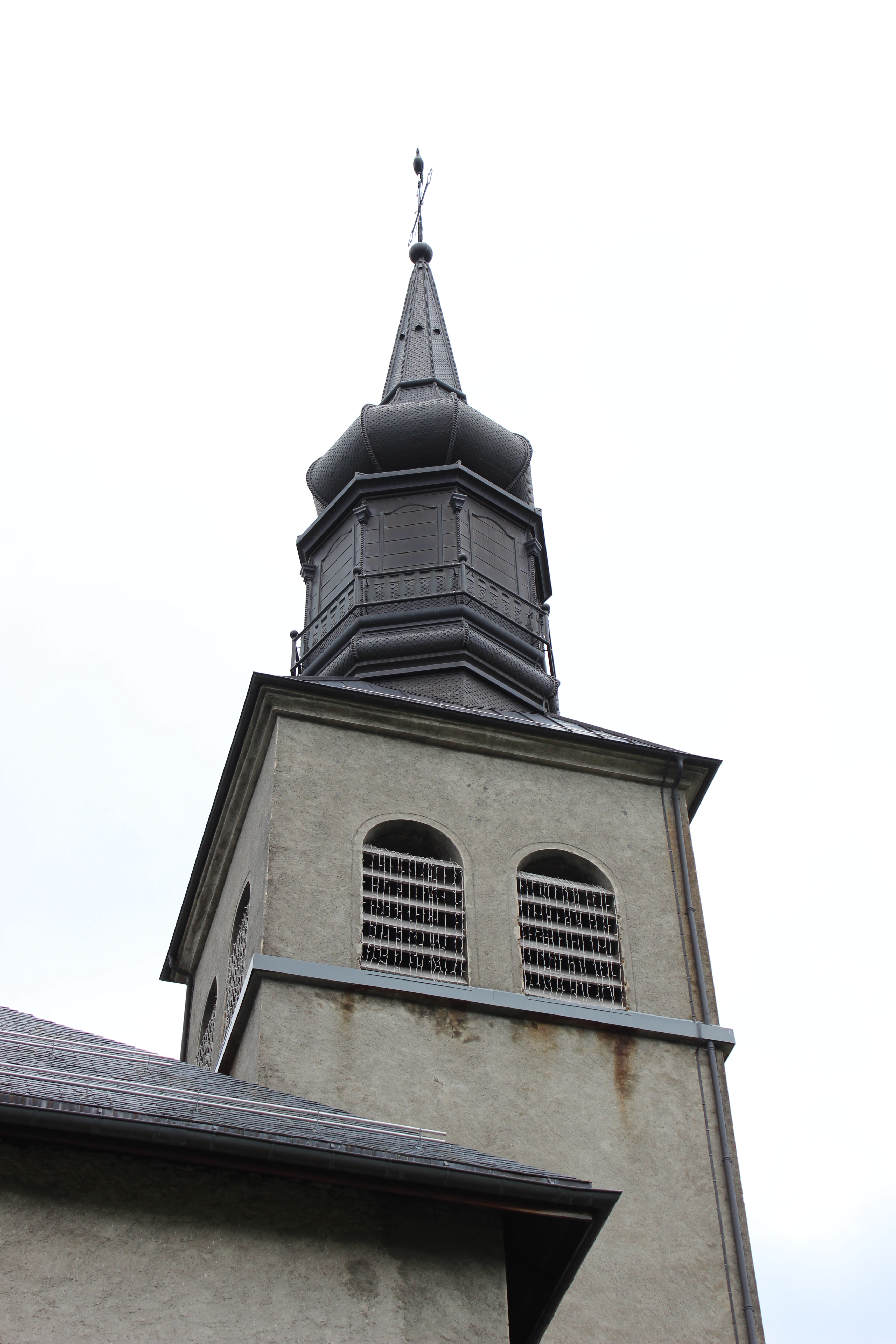
Clocher de l’église.

- Châtelard de Saint-Sigismond (indice)